# Лідовка (Нижньогородська область)
Лідовка (рос. Лидовка) — присілок в Арзамаському районі Нижньогородської області Російської Федерації.
Населення становить 123 особи. Входить до складу муніципального утворення Балахонихинська сільрада.

## Історія
Від 2009 року входить до складу муніципального утворення Балахонихинська сільрада.

## Населення
| 1999 | 2002 | 2010 |
| ---- | ---- | ---- |
| 259  | ↘191 | ↘123 |